# Confitería Ideal

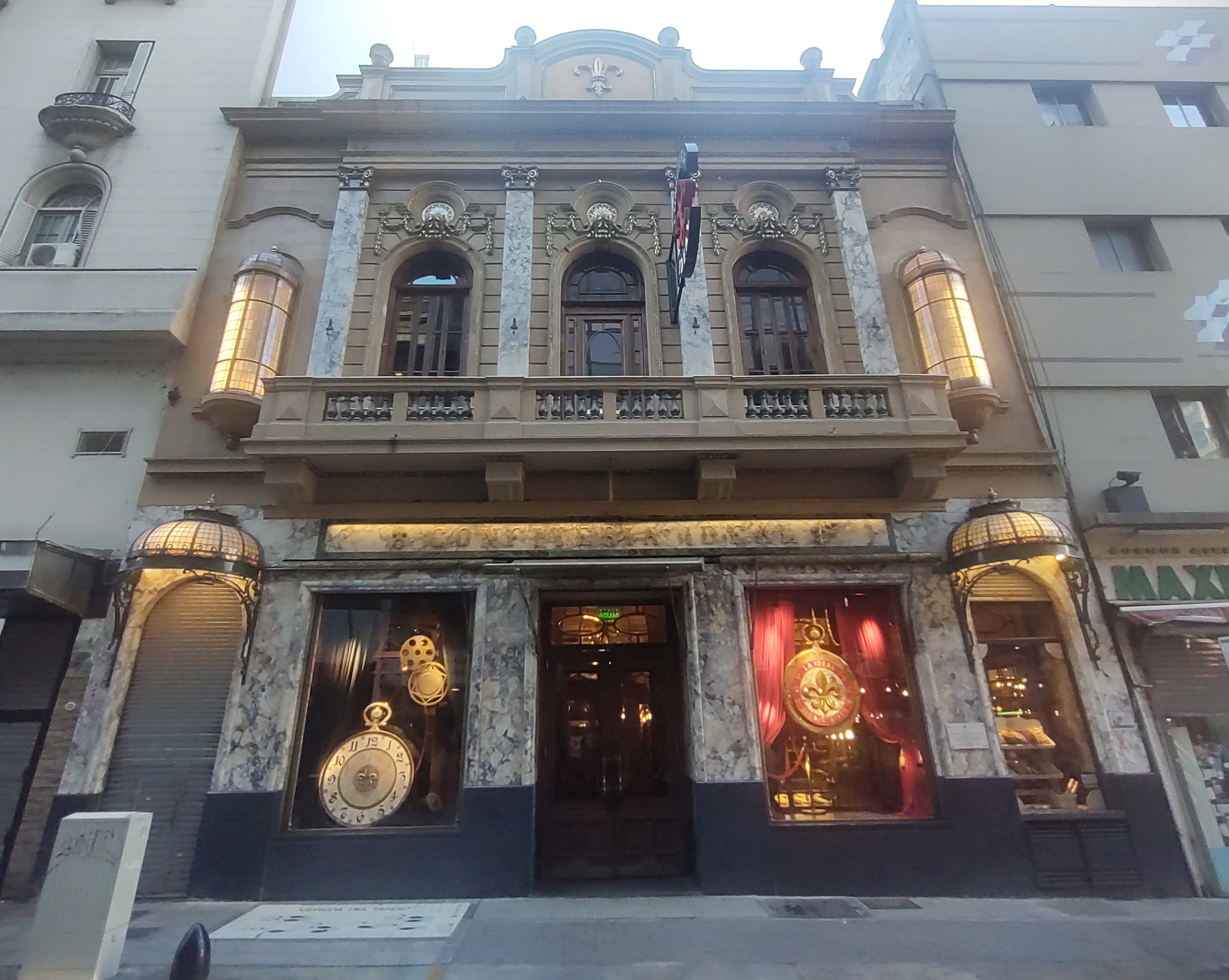
Fachada en calle Suipacha.

La Confitería Ideal (o conocida simplemente como La Ideal) es un bar notable ubicada en la calle Suipacha 384 en el microcentro de la ciudad de Buenos Aires. Es reconocida por su decoración interior, recargada y muy bien conservada, que data de la década de 1910.
Funciona desde 1912 en el local de original de la mencionada calle Suipacha, un edificio de dos plantas diseñado por el ingeniero C. F. González por pedido de su fundador Manuel Rosendo Fernández, un comerciante oriundo de Galicia.

## Historia

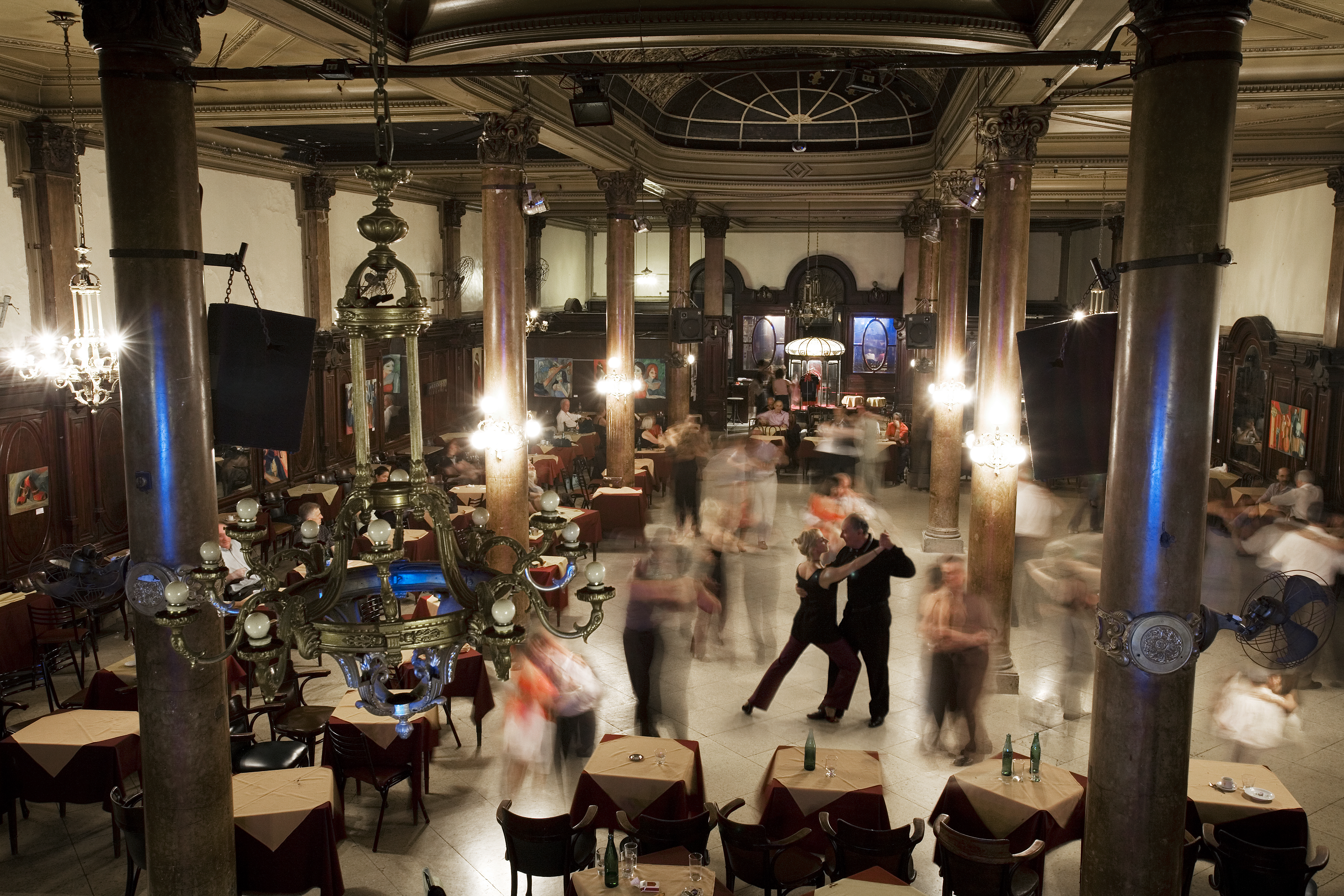
Los lujosos interiores de La Ideal, fotografía previa a la reapertura de 2022.

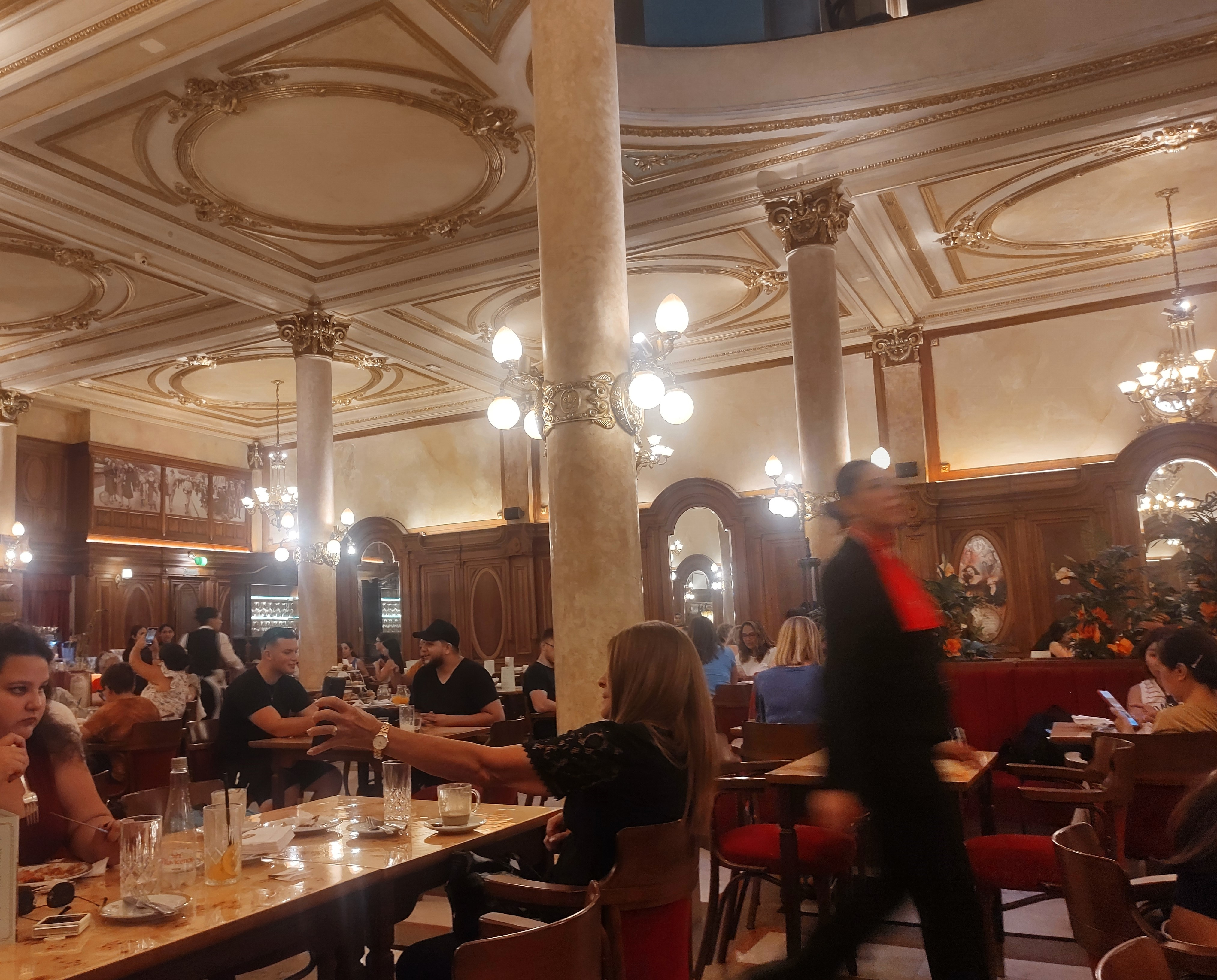
Interior posterior a las refacciones de 2022.

Fue fundada en 1912 por el inmigrante español Manuel Rosendo Fernández quien realizó una inversión millonaria para crear un restaurante y confitería. Considerada un «Café Notable», comparte esta distinción con otros icónicos establecimientos de la ciudad y fue la reconocida como uno de los mejores emprendimientos gastronómico de buena parte de las primeras décadas del XX.
En uno de los pisos funcionó una de las primeras fábricas de helados de Buenos Aires. Sus descendientes siguieron al frente del lugar, aunque tiempo después decidieron cerrar casi el primer piso para convertirlo en un salón para milongas en la década del 1970. Fue experimentado una transformación a lo largo de los años, siendo punto de encuentro de la alta sociedad porteña, salón de tango, preferido por presidentes políticos, e incluso escenario de fiestas de música electrónica.
A pesar de su prestigio inicial, la calidad se deterioró y los descendientes de Rosendo Fernández la vendieron en 2016. Sus nuevos dueños la cerraron en 2017 para hacerle importantes trabajos de restauración. El estudio de arquitectura Pereiro, Cerrotti & Asociados fue el encargado de la puesta en valor, reabriendo con éxito el 16 de noviembre de 2022.

## Características edilicias
El local fue realizado con materiales y elementos importados de Europa: arañas francesas, sillones checoslovacos, vitrales italianos, boiserie de roble de Eslavonia tallada artesanalmente, mármoles para las escaleras, cristal biselado para las vitrinas, bronces, hierro negro, etc.

## Visitantes ilustres
Entre sus visitantes ilustres se cuentan: Maurice Chevalier, Vittorio Gassman, María Félix, James Peace, Robert Duvall, entre otros; Alan Parker filmó escenas de su Evita y Carlos Saura de Tango. En 1998, Yoko Ono visitó La Ideal y expresó: «Háganse justicia a sí mismos, y no destruyan su historia y su cultura».
Los expresidentes Marcelo Torcuato de Alvear e Hipólito Yrigoyen se hacían llevar la comida desde La Ideal. El expresidente Arturo Frondizi también fue habitué del lugar.